# Drosophila neosaltans
Drosophila neosaltans este o specie de muște din genul Drosophila, familia Drosophilidae, descrisă de Pavan și Magalhaes în anul 1950. Conform Catalogue of Life specia Drosophila neosaltans nu are subspecii cunoscute.